# Lee County, Alabama
Lee County är ett administrativt område i delstaten Alabama, USA, med 140 247 invånare. Den administrativa huvudorten (county seat) är Opelika.

## Geografi
Enligt United States Census Bureau har countyt en total area på 1 594 km². 1 576 km² av den arean är land och 18 km² är vatten.

### Angränsande countyn
- Chambers County - nord
- Harris County, Georgia - nordöst
- Muscogee County - öst
- Russell County - syd
- Macon County - sydväst
- Tallapoosa County - nordväst